# Hipposideros gigas
Hipposideros gigas — є одним з видів кажанів родини Hipposideridae.

## Поширення
Країни поширення: Ангола, Бенін, Камерун, Центральноафриканська Республіка, Конго, Демократична Республіка Конго, Кот-д'Івуар, Екваторіальна Гвінея, Габон, Гамбія, Гана, Гвінея, Гвінея-Бісау, Кенія, Ліберія, Нігерія, Сенегал, Сьєрра-Леоне, Танзанія, Того. Цей вид був записаний з різних місць проживання, зазвичай знаходиться в низинних тропічних лісах (у тому числі вторинному і річковому лісі), але був записаний з савани. Колонії зазвичай спочивають у печерах, але в деяких випадках можуть бути знайдені в густій рослинності.

## Загрози та охорона
Локально загрозою є втрати місць проживання (вирубування лісів), порушення печер, полювання на їжу. У силу свого широкого розповсюдження, вид імовірно присутній у деяких охоронних територіях.